# Tarleton (Regno Unito)
Tarleton è un villaggio e parrocchia civile dell'Inghilterra, appartenente alla contea del Lancashire.